# 富勒·华伦
富勒·华伦（英語：Fuller Warren，1905年10月3日—1973年9月23日），是美国佛罗里达州第三十任州长。
富勒·华伦生于佛罗里达州布朗斯顿，位于杰克逊维尔的富勒·华伦大桥为纪念他而命名。